# اد دو دوی
اٌد دو دوی (به فرانسوی: Eudes de Deuil) راهب صومعه سن‌دنیس و تاریخ‌نگار و نویسنده فرانسوی که اثرش با عنوان سفر لوئی هفتم به شرق به زبان لاتینی و گزارشی از لشکرکشی فرانسویان در طی جنگ صلیبی دوم و پیامدهای آن است. وی این کتاب را از طریق مشاهدات عینی‌اش در هفت بخش نگاشته و به سرگذشت جنگجویان صلیبی و شرح نحوه لشکرکشی ناکام آنها به شرق به فرماندهی لوئی هفتم پرداخته است. ادو در این لشکرکشی در سمت کشیشی سلطنتی و رئیس تدارکات و آماده‌سازی آذوقه برای ارتش صلیبی، پادشاه فرانسه را از فرانسه تا آسیای صغیر همراهی کرد. وی همچنین کشیش مخصوص و از نزدیک‌ترین افراد به لوئی هفتم بود.